# Bernd Leukert (Publizist)
Bernd Leukert (* 15. Januar 1947 in Köthen) ist ein deutscher Autor, Kulturjournalist, Herausgeber und Komponist akusmatischer Musik.

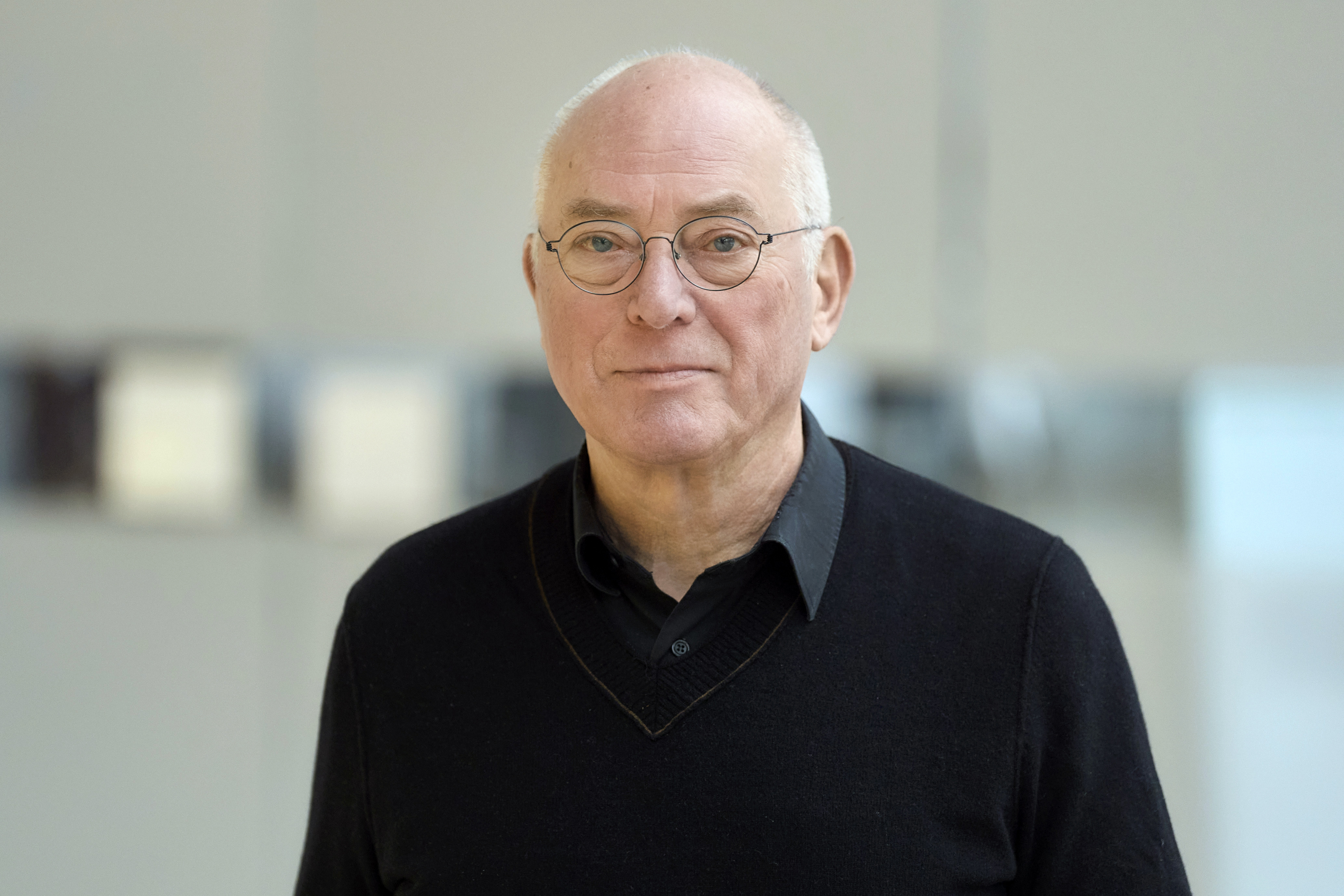
Bernd Leukert (2025)

## Leben
Bernd Leukert ist der Sohn des Gastwirts Rudolf Leukert und dessen Ehefrau Ruth Lieselotte Leukert, geb. Hamann. 1959 floh die Familie aus der DDR nach Westdeutschland. Er studierte Musikwissenschaft und Germanistik. 1982 wurde er mit der Dissertation Die gesellschaftliche Isolation und das Selbstverständnis des Komponisten der Gegenwart promoviert.
Ab 1977 arbeitete Leukert als freier Autor für die Frankfurter Allgemeine Zeitung und den Hessischen Rundfunk. 1979 war er einer der Mitbegründer der taz, für die er als Autor und Redakteur tätig war. 1983–1984 wirkte er als Redakteur der Frankfurter Hefte. 1990 wurde er Musikredakteur beim Hessischen Rundfunk, ab 1995 auch als Produzent verantwortlich für die zeitgenössische Musik; Initiator und Gestalter langjähriger Hörfunkreihen wie des genreübergreifenden und livemoderierten Blickpunkts Musik, der Rock-, Jazz- und klassische Avantgarde in Beziehung setzenden Avantgarderobe oder des alle Spielarten der elektronischen Musik berücksichtigenden E-Werks.
Seit 2007 ist Leukert freier Autor und Komponist akusmatischer Musik, Lautsprecherkonzerte fanden in Basel und Frankfurt statt. Von 2010 bis 2013 war er Mitorganisator der Konzertreihe Acousmain im Atelierfrankfurt. Er nahm an der Projektreihe Visualisierte Musik, einer Kooperation des Staatstheaters Wiesbaden, der Hochschule Mainz und der Hochschule für Musik und Darstellende Kunst, Frankfurt am Main, teil.
2011 wurde er Redaktionsmitglied und 2012 Mitherausgeber des Online-Magazins Faust-Kultur. Bis 2016 war er Herausgeber der Lyrikreihe der Edition Faust. Seit August 2024 ist er zusammen mit Andrea Pollmeier Herausgeber des Online-Kulturmagazins Textor, einem Projekt des Förderkreises Frankfurt e. V.

## Publikationen (Auswahl)

### Als Autor
- mit Walter Zimmermann: Beginner Studio. (Reihe Energien/Synergien). DuMont, Köln 2006. ISBN 3-8321-7591-1.

- erben des verschiedenen. reihe licht. Gutleut Verlag, Frankfurt am Main, 2018. ISBN  978-3-936826-96-8

Zeitungs- und Zeitschriftenbeiträge
- Sie wird es schwer haben. Frauen in der Musik. In: FAZ vom 29. März 1980.
- Zwischen Krieg und Frieden. Frank Wolff. In: Neue Rundschau, 91. Jahrgang 1980, Heft 2/3. S. 264–270.
- Fremd? Bestimmt. Anmerkungen zum Kulturverständnis der Grünen. In: Neue Zeitschrift für Musik, 144. Jahrgang, Heft 9. S. 5–8.
- Zum musikalischen Ende der Avantgarde. In: FAZ vom 15. November 1988.
- Improvisation SchwarzWeiss. In: Lettre International LI 6 1989.
- Frans Brüggen. In: FAZ Magazin vom 23. Februar 1990.
- Altenresidenz. In: L. Der Literaturbote Nr 106, 27. Jahrgang, Oktober 2012. S. 46–48.
- mit Dietmar Wiesner, Rüdiger Carl et al.: Beiträge der Musiker. In: Juliane von Herz, Steffi Schrauff (Hrsg.): Tamara Grcic "outside-here". Ausstellungskatalog. Kerber Verlag, Bielefeld/Berlin 2012, ISBN 978-3-86678-657-8, S. 34–45.
- Paulus Böhmer und das Musikalische. In: Die horen Nr. 247. S. 150–156.
- Jugend und alte Tugend. In: MusikTexte Nr. 146, August 2015. S. 38–42.
- Zur Wahrhaftigkeit. Rolf Riehms Komponieren zwischen künstlerischer Freiheit und kultureller Verpflichtung. In: Ulrich Tadday (Hrsg.): Rolf Riehm (= Musik-Konzepte 182) edition text+kritik, München 2018, ISBN 978-3-86916-708-4, S. 7–22.
- Das gute Handwerk. Rolf Riehm und der Schöpfungsprozess. In: Hans-Klaus Jungheinrich (Hrsg.): In anderen Räumen. Der Komponist Rolf Riehm. edition neue zeitschrift für musik. Schott Musik, Mainz 2015, ISBN  978-3-7957-0896-2, S. 75–80.
- Wetterleuchten ins Gemüt. Rolf Riehms klangliche Transformationen. In: Neue Zeitschrift für Musik März/April 2008. S. 39–42.
- Landmarke Klangkörper. In: Stefan Fricke (Hrsg.): Neue Musik in der Rhein-Main-Region. Acht Landmarken. Pfau-Verlag, Saarbrücken 2010,  ISBN 978-3-89727-435-8, S. 9–14.
- Vom Sein des Nichts. Bemerkungen zur künstlerischen Aussparung. In: Rainer Schmusch, Jakob Ullmann (Hrsg.): Stille / Musik. Pfau-Verlag, Büdingen 2018, ISBN 978-3-89727-546-1, S. 49–60.

### Als Herausgeber
- Rock gegen Rechts. Musik als politisches Instrument. S. Fischer Verlag, Frankfurt am Main 1980. ISBN  3-596-24216-9.
- Alexandru Vona: Vitralii. Frühe Gedichte und Prosa. Edition Faust, Frankfurt am Main 2014. ISBN 978-3-945400-00-5
- Jan Volker Röhnert: Wolkenformeln. Gedichte. Edition Faust, Frankfurt am Main 2014. ISBN 978-3-945400-02-9
- Paulus Böhmer: Wer ich bin. Gedichte. Edition Faust, Frankfurt am Main 2014. ISBN 978-3-945400-01-2
- Kornelia Koepsell: Weißes Rauschen. Gedichte. Edition Faust, Frankfurt am Main 2015. ISBN 978-3-945400-07-4
- Werner Söllner: Knochenmusik. Gedichte. Edition Faust, Frankfurt am Main 2015. ISBN 978-3-945400-19-7
- Harry Oberländer: chronos krumlov. Gedichte. Edition Faust, Frankfurt am Main 2015. ISBN 978-3-945400-06-7
- Christa Wißkirchen: Nach der Flut. Gedichte. Edition Faust, Frankfurt am Main 2016. ISBN 978-3-945400-31-9
- Kornelia Koepsell: Die Mundharmonika. Gedichte. Edition Faust, Frankfurt am Main 2020. ISBN 978-3-945400-75-3

## Diskografie
- Bernd Leukert: Der Uhu des Ihi (Maria de Alvear World Edition; 2010)
- Bernd Leukert: Legende (Maria de Alvear World Edition; 2016)

## Hörspiele (Auswahl)
(Quelle: ARD-Hörspieldatenbank)
- 1993: Heiner Goebbels, Bernd Leukert: Hörspielstudio: Götterlärm, Menschenmusik. Heiner Goebbels: Die Hörstücke. Ein Werkstatt-Bericht – Technische Realisierung und Regie: Heiner Goebbels, Bernd Leukert (Original-Hörspiel – HR)
- 2006: Charles Dickens: Die Lebensgeschichte, Abenteuer, Erfahrungen und Beobachtungen David Copperfields (2. Teil) (Sprechrolle: Gläubiger) – Bearbeitung und Regie: Annette Berger (Hörspielbearbeitung – HR)
- 2012: Alexander Wwedenski: Wann Wo oder Eine gewisse Anzahl Gespräche (Komposition) – Bearbeitung und Regie: Oliver Sturm (Hörspielbearbeitung – HR) – ARD-Online-Award 2012; Nominiert für den Deutschen Hörspielpreis der ARD 2012
- 2013: Bernd Leukert: Hessen Hören (20. Folge: Das Geläut von Greifenstein) Eine radiophone Komposition – Montage: Bernd Leukert (Ars acustica – HR)